# Eleições gerais na Espanha em 2016
As eleições gerais na Espanha decorreram no dia 26 de junho de 2016 e serviram para eleger os 350 deputados para o Congresso dos Deputados e 208 senadores para o Senado.
Os resultados das eleições gerais de 2015 resultaram no parlamento mais fragmentado de Espanha, após a Transição Espanhola. Após meses de negociações entre os diferentes partidos, não se conseguiu formar governo e, como tal, o Congresso foi dissolvido, sendo, pela primeira vez, que se realizam eleições pelo falhanço em formar um novo governo.

## Formação de governo (2015-2016)
As eleições gerais de 2015 deram, como resultado final, o fim do "bipartidismo" espanhol de PP e PSOE, com ambos os partidos, a obterem os piores resultados eleitorais da sua história, com 28,7% e 22,0%, respectivamente. Para estes resultados, muito contribuíram, a ascensão dos partidos emergentes, Podemos e Cidadãos, que, obtiveram 20,7% e 13,9% dos votos, respectivamente. Estes resultados finais indicavam que, para haver governo, teria que haver um governo de coligação, algo que seria inédito na Espanha pós-1977.
Em janeiro de 2016, Mariano Rajoy recusou o pedido do rei Filipe VI para tentar formar governo, após o Podemos anunciar que tinha proposto ao PSOE formar um governo de coligação, com Pablo Iglesias como vice primeiro-ministro e Pedro Sánchez liderando o governo.
Apesar de, inicialmente, dirigentes do PSOE consideraram um insulto a proposta do Podemos, negociações desenrolaram-se, especialmente, após, Pedro Sánchez ter aceite o pedido do Rei para tentar formar governo, em Fevereiro de 2016 e, ter-se comprometido em dialogar com as "forças da mudança".
Surpreendentemente, a 24 de fevereiro, o PSOE chega a um acordo de governo com o Cidadãos, facto que, levou o Podemos e a Esquerda Unida a pararem as negociações com o PSOE. O acordo PSOE-Cidadãos foi duramente criticado por todos os restantes partidos, em especial, pelo PP e Podemos, descrevendo o referido acordo como inútil. Os partidos regionalistas, como a Esquerda Republicana da Catalunha, a Convergência Democrática da Catalunha e o Partido Nacionalista Basco, também anunciaram a sua oposição ao pacto proposto pelo PSOE, o que fazia com o pacto PSOE-C's ficasse com apenas 130 deputados dos 350 deputados. Como seria de prever, a candidatura de Pedro Sánchez para liderar o governo, foi rejeitada em Março de 2016, pelo Congresso dos Deputados, tornando-se o primeiro candidato a falhar a aprovação para liderar o governo.
Após a rejeição da candidatura de Sánchez, Podemos aceitou sentar-se à mesa das negociações com PSOE e Cidadãos, mas um acordo entre os três partidos foi impossível de alcançar, muito devido às diferenças ideológicas entre Podemos e Cidadãos.
Por fim, após um total falhanço das negociações entre os diferentes partidos, o Congresso foi dissolvido a 3 de maio de 2016, e, eleições foram marcadas para 26 de junho de 2016.

## Sondagens
As sondagens seguintes serão aquelas efectuadas desde do início oficial da Campanha Eleitoral, ou seja, 10 de junho de 2016:
| Data       | Fonte        | PP   | PSOE | UP (P-IU)  | C's  | ERC | CDC | PNV | EHB | CC  | Vantagem |
| 26-06-2016 | Legislativas | 33,0 | 22,7 | 21,1       | 13,1 | 2,6 | 2,0 | 1,2 | 0,8 | 0,3 | 10,3     |
| 26-06-2016 | [ 17 ]       | 29,1 | 22,7 | 25,6       | 11,4 |     |     |     |     |     | 3,5      |
| 26-06-2016 | [ 18 ]       | 30,0 | 22,7 | 24,6       | 10,4 |     |     |     |     |     | 5,4      |
| 26-06-2016 | [ 19 ]       | 29,0 | 20,1 | 25,5       | 14,5 | 2,5 | 1,9 |     |     |     | 3,5      |
| 25-06-2016 | [ 20 ]       | 29,5 | 20,1 | 26,3       | 14,3 |     |     |     |     |     | 3,2      |
| 25-06-2016 | [ 21 ]       | 28,7 | 21,6 | 23,9       | 14,5 |     |     |     |     |     | 4,8      |
| 24-06-2016 | [ 22 ]       | 28,7 | 21,6 | 23,7       | 14,9 |     |     |     |     |     | 5,0      |
| 23-06-2016 | [ 23 ]       | 28,0 | 21,8 | 24,0       | 15,2 |     |     |     |     |     | 4,0      |
| 22-06-2016 | [ 24 ]       | 28,2 | 21,7 | 23,6       | 15,2 |     |     |     |     |     | 4,6      |
| 21-06-2016 | [ 25 ]       | 28,5 | 21,5 | 23,7       | 15,2 |     |     |     |     |     | 4,8      |
| 20-06-2016 | [ 26 ]       | 29,0 | 21,5 | 23,7       | 14,9 |     |     |     |     |     | 5,3      |
| 19-06-2016 | [ 27 ]       | 28,3 | 21,9 | 24,0       | 14,9 |     |     |     |     |     | 4,3      |
| 18-06-2016 | [ 28 ]       | 28,8 | 21,6 | 23,7       | 15,4 |     |     |     |     |     | 5,2      |
| 17-06-2016 | [ 29 ]       | 28,3 | 21,2 | 24,2       | 15,6 |     |     |     |     |     | 4,1      |
| 16-06-2016 | [ 30 ]       | 29,8 | 20,4 | 25,3       | 14,1 |     |     |     |     |     | 4,5      |
| 16-06-2016 | [ 31 ]       | 28,6 | 20,8 | 24,1       | 15,6 |     |     |     |     |     | 4,5      |
| 15-06-2016 | [ 32 ]       | 29,0 | 21,0 | 24,9       | 15,2 |     |     |     |     |     | 4,1      |
| 15-06-2016 | [ 33 ]       | 28,3 | 20,8 | 24,5       | 15,4 |     |     |     |     |     | 3,8      |
| 15-06-2016 | [ 34 ]       | 29,6 | 20,5 | 25,1       | 14,8 |     |     |     |     |     | 4,5      |
| 14-06-2016 | [ 35 ]       | 27,8 | 21,1 | 24,7       | 15,2 |     |     |     |     |     | 3,1      |
| 14-06-2016 | [ 36 ]       | 29,2 | 21,1 | 24,6       | 15,3 | 2,2 | 1,5 | 1,1 | 0,9 | 0,3 | 4,6      |
| 14-06-2016 | [ 37 ]       | 29,8 | 22,0 | 24,9       | 13,8 | 2,4 | 1,7 | 1,2 | 0,9 | 0,3 | 4,9      |
| 13-06-2016 | [ 38 ]       | 29,2 | 21,1 | 24,4       | 15,1 | 2,4 | 2,2 | 1,2 |     |     | 4,8      |
| 13-06-2016 | [ 39 ]       | 28,0 | 21,0 | 24,9       | 14,9 |     |     |     |     |     | 3,1      |
| 12-06-2016 | [ 40 ]       | 29,0 | 21,3 | 24,5       | 15,6 |     |     |     |     |     | 4,5      |
| 10-06-2016 | [ 41 ]       | 28,8 | 21,0 | 24,7       | 15,8 |     |     |     |     |     | 4,1      |
| 20-12-2015 | Legislativas | 28,7 | 22,0 | 20,7 - 3,7 | 13,9 | 2,4 | 2,3 | 1,2 | 0,9 | 0,3 | 6,7      |

## Principais partidos
| Partido/Coligação | Partido/Coligação                     | Líder            | Ideologia                               | Espectro                   |
| ----------------- | ------------------------------------- | ---------------- | --------------------------------------- | -------------------------- |
|                   | Partido Popular                       | Mariano Rajoy    | Conservadorismo, Democracia cristã      | Centro-direita a Direita   |
|                   | Partido Socialista Operário Espanhol  | Pedro Sánchez    | Social-democracia                       | Centro-esquerda            |
|                   | Unidos Podemos                        | Pablo Iglesias   | Socialismo, Populismo de esquerda       | Esquerda                   |
|                   | Cidadãos - Partido da Cidadania       | Albert Rivera    | Liberalismo                             | Centro                     |
|                   | Esquerda Republicana da Catalunha     | Oriol Junqueras  | Nacionalismo catalão, Social-democracia | Centro-esquerda a Esquerda |
|                   | Convergência Democrática da Catalunha | Artur Mas        | Nacionalismo catalão, Liberalismo       | Centro                     |
|                   | Partido Nacionalista Basco            | Andoni Ortuzar   | Nacionalismo basco, Democracia cristã   | Centro                     |
|                   | Euskal Herria Bildu                   | Pello Urizar     | Nacionalismo basco, Socialismo          | Extrema-esquerda           |
|                   | Coligação Canária                     | Claudina Morales | Nacionalismo canário, Conservadorismo   | Centro a Centro-direita    |

## Resultados oficiais
| Partido                 | Partido                                      | Votos      | %               | +/-    | Deputados | +/-     |
| ----------------------- | -------------------------------------------- | ---------- | --------------- | ------ | --------- | ------- |
|                         | Partido Popular                              | 7 906 185  | 33,01 / 100,00  | 4,30   | 137 / 350 | 14      |
|                         | Partido Socialista Operário Espanhol         | 5 424 709  | 22,63 / 100,00  | 0,63   | 85 / 350  | 5       |
|                         | Unidos Podemos                               | 5 049 734  | 21,15 / 100,00  | 3,34   | 71 / 350  | Estável |
|                         | Cidadãos - Partido da Cidadania              | 3 123 769  | 13,06 / 100,00  | 0,88   | 32 / 350  | 8       |
|                         | Esquerda Republicana da Catalunha            | 629 294    | 2,66 / 100,00   | 0,26   | 9 / 350   | Estável |
|                         | Convergência Democrática da Catalunha        | 481 839    | 2,01 / 100,00   | 0,24   | 8 / 350   | Estável |
|                         | Partido Nacionalista Basco                   | 286 215    | 1,19 / 100,00   | 0,01   | 5 / 350   | 1       |
|                         | Partido Animalista contra o Mau Trato Animal | 284 848    | 1,19 / 100,00   | 0,32   | 0 / 350   | Estável |
|                         | Euskal Herria Bildu                          | 184 092    | 0,77 / 100,00   | 0,10   | 2 / 350   | Estável |
|                         | Coligação Canária                            | 78 080     | 0,33 / 100,00   | 0,01   | 1 / 350   | Estável |
|                         | Outros                                       | 300 662    | 1,26 / 100,00   |        | 0 / 350   |         |
| Votos Inválidos         | Votos Inválidos                              | 404 585    | 1,67 / 100,00   | 0,05   |           |         |
| Total                   | Total                                        | 24 279 259 | 100,00 / 100,00 |        | 350 / 350 |         |
| Eleitorado/Participação | Eleitorado/Participação                      | 36 520 913 | 66,48 / 100,00  | 3,36   |           |         |
| Fonte                   | Fonte                                        | [ 42 ]     | [ 42 ]          | [ 42 ] | [ 42 ]    | [ 42 ]  |

## Resultados por comunidades autónomas
A seguinte tabela apenas contêm os resultados obtidos por partidos que tenham conseguido, pelo menos, 1,00% dos votos:
|                 | %    | D   | %    | D    | %    | D  | %    | D   | %    | D   | %    | D   | %    | D   | %    | D   | %   | D  | %     | D     | Deputados | Votantes  |
| Comunidade      | PP   | PP  | PSOE | PSOE | UP   | UP | C's  | C's | ERC  | ERC | CDC  | CDC | PNV  | PNV | EHB  | EHB | CC  | CC | PACMA | PACMA | Deputados | Votantes  |
| --------------- | ---- | --- | ---- | ---- | ---- | -- | ---- | --- | ---- | --- | ---- | --- | ---- | --- | ---- | --- | --- | -- | ----- | ----- | --------- | --------- |
| Andaluzia       | 33,6 | 23  | 31,2 | 20   | 18,6 | 11 | 13,6 | 7   | -    | -   | -    | -   | -    | -   | -    | -   | -   | -  | 1,3   | -     | 61        | 4 285 643 |
| Aragão          | 35,9 | 6   | 24,9 | 4    | 19,7 | 2  | 16,2 | 1   | -    | -   | -    | -   | -    | -   | -    | -   | -   | -  | 0,9   | -     | 13        | 707 574   |
| Astúrias        | 35,3 | 3   | 24,9 | 2    | 23,8 | 2  | 12,6 | 1   | -    | -   | -    | -   | -    | -   | -    | -   | -   | -  | 1,1   | -     | 8         | 594 729   |
| Baleares        | 35,1 | 3   | 20,1 | 2    | 25,4 | 2  | 14,6 | 1   | -    | -   | -    | -   | -    | -   | -    | -   | -   | -  | 1,6   | -     | 8         | 468 767   |
| Canárias        | 34,1 | 6   | 22,5 | 3    | 20,2 | 3  | 12,0 | 1   | -    | -   | -    | -   | -    | -   | -    | -   | 8,0 | 1  | 1,5   | -     | 15        | 988 488   |
| Cantábria       | 41,6 | 2   | 23,6 | 1    | 17,7 | 1  | 14,4 | 1   | -    | -   | -    | -   | -    | -   | -    | -   | -   | -  | 1,0   | -     | 5         | 339 383   |
| Castela e Leão  | 44,3 | 18  | 23,2 | 9    | 15,5 | 3  | 14,2 | 1   | -    | -   | -    | -   | -    | -   | -    | -   | -   | -  | 0,7   | -     | 31        | 1 459 851 |
| Castela-Mancha  | 42,8 | 12  | 27,3 | 7    | 14,6 | 2  | 13,1 | -   | -    | -   | -    | -   | -    | -   | -    | -   | -   | -  | 0,9   | -     | 21        | 1 123 757 |
| Catalunha       | 13,4 | 6   | 16,1 | 7    | 24,5 | 12 | 10,9 | 5   | 18,2 | 9   | 13,9 | 8   | -    | -   | -    | -   | -   | -  | 1,7   | -     | 47        | 3 486 069 |
| Ceuta           | 51,9 | 1   | 22,6 | -    | 10,9 | -  | 11,5 | -   | -    | -   | -    | -   | -    | -   | -    | -   | -   | -  | 1,1   | -     | 1         | 31 089    |
| Com. Valenciana | 35,5 | 13  | 20,8 | 6    | 25,4 | 9  | 15,0 | 5   | -    | -   | -    | -   | -    | -   | -    | -   | -   | -  | 1,3   | -     | 33        | 2 608 040 |
| Estremadura     | 39,9 | 5   | 34,6 | 4    | 13,0 | 1  | 10,5 | -   | -    | -   | -    | -   | -    | -   | -    | -   | -   | -  | 0,7   | -     | 10        | 620 799   |
| Galiza          | 41,5 | 12  | 22,3 | 6    | 22,2 | 5  | 8,6  | -   | -    | -   | -    | -   | -    | -   | -    | -   | -   | -  | 1,1   | -     | 23        | 1 572 221 |
| Madrid          | 38,3 | 15  | 19,6 | 7    | 21,2 | 8  | 17,8 | 6   | -    | -   | -    | -   | -    | -   | -    | -   | -   | -  | 1,1   | -     | 36        | 3 462 270 |
| Melilha         | 49,9 | 1   | 24,6 | -    | 9,8  | -  | 12,4 | -   | -    | -   | -    | -   | -    | -   | -    | -   | -   | -  | 1,2   | -     | 1         | 27 373    |
| Múrcia          | 46,7 | 5   | 20,3 | 2    | 14,4 | 2  | 15,7 | 2   | -    | -   | -    | -   | -    | -   | -    | -   | -   | -  | 1,2   | -     | 10        | 717 142   |
| Navarra         | 31,9 | 2   | 17,4 | 1    | 28,3 | 2  | 6,1  | -   | -    | -   | -    | -   | -    | -   | 9,4  | -   | -   | -  | 0,8   | -     | 5         | 337 191   |
| País Basco      | 12,9 | 2   | 14,2 | 3    | 29,1 | 6  | 3,5  | -   | -    | -   | -    | -   | 24,9 | 5   | 13,3 | 2   | -   | -  | 0,8   | -     | 18        | 1 156 698 |
| La Rioja        | 42,6 | 2   | 24,3 | 1    | 16,6 | 1  | 14,0 | -   | -    | -   | -    | -   | -    | -   | -    | -   | -   | -  | 0,8   | -     | 4         | 173 999   |
| Espanha         | 33,0 | 137 | 22,7 | 85   | 21,1 | 71 | 13,1 | 32  | 2,6  | 9   | 2,0  | 8   | 1,2  | 5   | 0,8  | 2   | 0,3 | 1  | 1,2   | -     | 350       |           |

### Andaluzia
| Partido                 | Partido                                      | Votos     | %               | +/-  | Deputados | +/-     |
| ----------------------- | -------------------------------------------- | --------- | --------------- | ---- | --------- | ------- |
|                         | Partido Popular                              | 1 426 258 | 33,53 / 100,00  | 4,45 | 23 / 61   | 2       |
|                         | Partido Socialista Operário Espanhol         | 1 326 838 | 31,20 / 100,00  | 0,30 | 20 / 61   | 2       |
|                         | Unidos Podemos                               | 792 008   | 18,62 / 100,00  | 4,05 | 11 / 61   | 1       |
|                         | Cidadãos - Partido da Cidadania              | 578 123   | 13,59 / 100,00  | 0,19 | 7 / 61    | 1       |
|                         | Partido Animalista contra o Mau Trato Animal | 52 870    | 1,24 / 100,00   | 0,32 | 0 / 61    | Estável |
|                         | Outros                                       | 39 346    | 0,93 / 100,00   |      | 0 / 61    |         |
| Votos Inválidos         | Votos Inválidos                              | 83 295    | 1,95 / 100,00   | 0,16 |           |         |
| Total                   | Total                                        | 4 298 738 | 100,00 / 100,00 |      | 61 / 61   |         |
| Eleitorado/Participação | Eleitorado/Participação                      | 6 508 739 | 66,05 / 100,00  | 3,03 |           |         |

### Aragão
| Partido                 | Partido                              | Votos   | %               | +/-  | Deputados | +/-     |
| ----------------------- | ------------------------------------ | ------- | --------------- | ---- | --------- | ------- |
|                         | Partido Popular-Partido Aragonês     | 252 456 | 35,81 / 100,00  | 4,50 | 6 / 13    | Estável |
|                         | Partido Socialista Operário Espanhol | 174 960 | 24,82 / 100,00  | 1,77 | 4 / 13    | Estável |
|                         | Unidos Podemos                       | 139 187 | 19,74 / 100,00  | 5,02 | 2 / 13    | Estável |
|                         | Cidadãos - Partido da Cidadania      | 114 239 | 16,21 / 100,00  | 1,01 | 1 / 13    | Estável |
|                         | Outros                               | 18 067  | 2,56 / 100,00   |      | 0 / 13    |         |
| Votos Inválidos         | Votos Inválidos                      | 12 185  | 1,73 / 100,00   | 0,11 |           |         |
| Total                   | Total                                | 707 574 | 100,00 / 100,00 |      | 13 / 13   |         |
| Eleitorado/Participação | Eleitorado/Participação              | 984 309 | 69,92 / 100,00  | 2,66 |           |         |

### Astúrias
| Partido                 | Partido                                      | Votos   | %               | +/-  | Deputados | +/-     |
| ----------------------- | -------------------------------------------- | ------- | --------------- | ---- | --------- | ------- |
|                         | Partido Popular-Foro Astúrias                | 209 632 | 35,25 / 100,00  | 5,14 | 3 / 8     | Estável |
|                         | Partido Socialista Operário Espanhol         | 147 920 | 24,87 / 100,00  | 1,58 | 2 / 8     | Estável |
|                         | Unidos Podemos                               | 141 845 | 23,85 / 100,00  | 5,94 | 2 / 8     | Estável |
|                         | Cidadãos - Partido da Cidadania              | 74 961  | 12,60 / 100,00  | 0,96 | 1 / 8     | Estável |
|                         | Partido Animalista contra o Mau Trato Animal | 6 398   | 1,08 / 100,00   | 0,35 | 0 / 8     | Estável |
|                         | Outros                                       | 14 967  | 1,45 / 100,00   |      | 0 / 8     |         |
| Votos Inválidos         | Votos Inválidos                              | 11 138  | 1,86 / 100,00   | 0,13 |           |         |
| Total                   | Total                                        | 600 463 | 100,00 / 100,00 |      | 8 / 8     |         |
| Eleitorado/Participação | Eleitorado/Participação                      | 982 837 | 61,09 / 100,00  | 2,68 |           |         |

### Baleares
| Partido                 | Partido                                      | Votos   | %               | +/-  | Deputados | +/-     |
| ----------------------- | -------------------------------------------- | ------- | --------------- | ---- | --------- | ------- |
|                         | Partido Popular                              | 163 045 | 35,08 / 100,00  | 6,02 | 3 / 8     | Estável |
|                         | Unidos Podemos                               | 118 082 | 25,41 / 100,00  | 7,03 | 2 / 8     | Estável |
|                         | Partido Socialista Operário Espanhol         | 93 363  | 20,09 / 100,00  | 1,78 | 2 / 8     | Estável |
|                         | Cidadãos - Partido da Cidadania              | 67 700  | 14,57 / 100,00  | 0,21 | 1 / 8     | Estável |
|                         | Soberania para as Ilhas                      | 7 418   | 1,60 / 100,00   | Novo | 0 / 8     | Novo    |
|                         | Partido Animalista contra o Mau Trato Animal | 7 266   | 1,56 / 100,00   | 0,50 | 0 / 8     | Estável |
|                         | Outros                                       | 3 687   | 0,79 / 100,00   |      | 0 / 8     |         |
| Votos Inválidos         | Votos Inválidos                              | 8 876   | 1,90 / 100,00   | 0,11 |           |         |
| Total                   | Total                                        | 469 437 | 100,00 / 100,00 |      | 8 / 8     |         |
| Eleitorado/Participação | Eleitorado/Participação                      | 772 939 | 60,73 / 100,00  | 2,62 |           |         |

### Canárias
| Partido                 | Partido                                            | Votos     | %               | +/-  | Deputados | +/-     |
| ----------------------- | -------------------------------------------------- | --------- | --------------- | ---- | --------- | ------- |
|                         | Partido Popular                                    | 333 445   | 34,05 / 100,00  | 5,52 | 6 / 15    | 1       |
|                         | Partido Socialista Operário Espanhol-Nova Canárias | 220 471   | 22,52 / 100,00  | 0,55 | 3 / 15    | 1       |
|                         | Unidos Podemos                                     | 198 434   | 20,27 / 100,00  | 6,14 | 3 / 15    | Estável |
|                         | Cidadãos - Partido da Cidadania                    | 117 748   | 12,03 / 100,00  | 0,60 | 2 / 15    | Estável |
|                         | Coligação Canária                                  | 78 253    | 7,99 / 100,00   | 0,25 | 1 / 15    | Estável |
|                         | Partido Animalista contra o Mau Trato Animal       | 14 973    | 1,53 / 100,00   | 0,33 | 0 / 15    | Estável |
|                         | Outros                                             | 9 563     | 0,98 / 100,00   |      | 0 / 15    |         |
| Votos Inválidos         | Votos Inválidos                                    | 17 995    | 1,82 / 100,00   | 0,19 |           |         |
| Total                   | Total                                              | 990 892   | 100,00 / 100,00 |      | 15 / 15   |         |
| Eleitorado/Participação | Eleitorado/Participação                            | 1 676 289 | 59,11 / 100,00  | 1,22 |           |         |

### Cantábria
| Partido                 | Partido                                      | Votos   | %               | +/-  | Deputados | +/-     |
| ----------------------- | -------------------------------------------- | ------- | --------------- | ---- | --------- | ------- |
|                         | Partido Popular                              | 140 252 | 41,55 / 100,00  | 4,64 | 2 / 5     | Estável |
|                         | Partido Socialista Operário Espanhol         | 79 407  | 23,52 / 100,00  | 1,11 | 1 / 5     | Estável |
|                         | Unidos Podemos                               | 59 845  | 17,73 / 100,00  | 4,56 | 1 / 5     | Estável |
|                         | Cidadãos - Partido da Cidadania              | 48 626  | 14,40 / 100,00  | 0,85 | 1 / 5     | Estável |
|                         | Partido Animalista contra o Mau Trato Animal | 3 369   | 1,00 / 100,00   | 0,16 | 0 / 5     | Estável |
|                         | Outros                                       | 3 614   | 1,07 / 100,00   |      | 0 / 5     |         |
| Votos Inválidos         | Votos Inválidos                              | 6 235   | 1,84 / 100,00   | 0,07 |           |         |
| Total                   | Total                                        | 341 348 | 100,00 / 100,00 |      | 5 / 5     |         |
| Eleitorado/Participação | Eleitorado/Participação                      | 498 203 | 68,52 / 100,00  | 2,45 |           |         |

### Castela e Leão
| Partido                 | Partido                              | Votos     | %               | +/-  | Deputados | +/-     |
| ----------------------- | ------------------------------------ | --------- | --------------- | ---- | --------- | ------- |
|                         | Partido Popular                      | 643 093   | 44,27 / 100,00  | 5,17 | 18 / 31   | 1       |
|                         | Partido Socialista Operário Espanhol | 336 286   | 23,15 / 100,00  | 0,68 | 9 / 31    | Estável |
|                         | Unidos Podemos                       | 226 313   | 15,58 / 100,00  | 4,05 | 3 / 31    | Estável |
|                         | Cidadãos - Partido da Cidadania      | 205 613   | 14,15 / 100,00  | 1,21 | 1 / 31    | 2       |
|                         | Outros                               | 29 698    | 2,05 / 100,00   |      | 0 / 31    |         |
| Votos Inválidos         | Votos Inválidos                      | 28 496    | 1,95 / 100,00   | 0,09 |           |         |
| Total                   | Total                                | 1 469 499 | 100,00 / 100,00 |      | 31 / 31   | 1       |
| Eleitorado/Participação | Eleitorado/Participação              | 2 136 118 | 68,79 / 100,00  | 2,43 |           |         |

### Castela-Mancha
| Partido                 | Partido                              | Votos     | %               | +/-  | Deputados | +/-     |
| ----------------------- | ------------------------------------ | --------- | --------------- | ---- | --------- | ------- |
|                         | Partido Popular                      | 475 911   | 42,73 / 100,00  | 4,59 | 12 / 21   | 2       |
|                         | Partido Socialista Operário Espanhol | 303 786   | 27,28 / 100,00  | 1,08 | 7 / 21    | Estável |
|                         | Unidos Podemos                       | 164 160   | 14,74 / 100,00  | 2,50 | 2 / 21    | 1       |
|                         | Cidadãos - Partido da Cidadania      | 145 261   | 13,04 / 100,00  | 0,73 | 0 / 21    | 3       |
|                         | Outros                               | 17 653    | 1,57 / 100,00   |      | 0 / 21    |         |
| Votos Inválidos         | Votos Inválidos                      | 19 456    | 1,74 / 100,00   | 0,11 |           |         |
| Total                   | Total                                | 1 126 227 | 100,00 / 100,00 |      | 21 / 21   |         |
| Eleitorado/Participação | Eleitorado/Participação              | 1 569 084 | 71,78 / 100,00  | 3,48 |           |         |

### Catalunha
| Partido                 | Partido                                      | Votos     | %               | +/-  | Deputados | +/-     |
| ----------------------- | -------------------------------------------- | --------- | --------------- | ---- | --------- | ------- |
|                         | Unidos Podemos                               | 853 102   | 24,53 / 100,00  | 0,18 | 12 / 47   | Estável |
|                         | Esquerda Republicana da Catalunha            | 632 234   | 18,18 / 100,00  | 2,19 | 9 / 47    | Estável |
|                         | Partido dos Socialistas da Catalunha         | 559 870   | 16,10 / 100,00  | 0,41 | 7 / 47    | 1       |
|                         | Convergência Democrática da Catalunha        | 483 488   | 13,90 / 100,00  | 1,18 | 8 / 47    | Estável |
|                         | Partido Popular                              | 464 538   | 13,36 / 100,00  | 2,24 | 6 / 47    | 1       |
|                         | Cidadãos - Partido da Cidadania              | 380 497   | 10,94 / 100,00  | 2,11 | 5 / 47    | Estável |
|                         | Partido Animalista contra o Mau Trato Animal | 59 897    | 1,72 / 100,00   | 0,55 | 0 / 47    | Estável |
|                         | Outros                                       | 15 000    | 0,44 / 100,00   |      | 0 / 47    |         |
| Votos Inválidos         | Votos Inválidos                              | 52 339    | 1,50 / 100,00   | 0,21 |           |         |
| Total                   | Total                                        | 3 500 965 | 100,00 / 100,00 |      | 47 / 47   |         |
| Eleitorado/Participação | Eleitorado/Participação                      | 5 519 882 | 63,42 / 100,00  | 5,21 |           |         |

### Ceuta
| Partido                 | Partido                                      | Votos  | %               | +/-     | Deputados | +/-     |
| ----------------------- | -------------------------------------------- | ------ | --------------- | ------- | --------- | ------- |
|                         | Partido Popular                              | 15 991 | 51,86 / 100,00  | 7,00    | 1 / 1     | Estável |
|                         | Partido Socialista Operário Espanhol         | 6 974  | 22,62 / 100,00  | 0,48    | 0 / 1     | Estável |
|                         | Cidadãos - Partido da Cidadania              | 3 549  | 11,51 / 100,00  | 1,79    | 0 / 1     | Estável |
|                         | Unidos Podemos                               | 3 345  | 10,85 / 100,00  | 4,53    | 0 / 1     | Estável |
|                         | Partido Animalista contra o Mau Trato Animal | 333    | 1,08 / 100,00   | Estável | 0 / 1     | Estável |
|                         | Outros                                       | 329    | 1,06 / 100,00   |         | 0 / 1     |         |
| Votos Inválidos         | Votos Inválidos                              | 673    | 2,16 / 100,00   | 0,56    |           |         |
| Total                   | Total                                        | 31 089 | 100,00 / 100,00 |         | 1 / 1     |         |
| Eleitorado/Participação | Eleitorado/Participação                      | 59 140 | 50,65 / 100,00  | 3,19    |           |         |

### Comunidade Valenciana
| Partido                 | Partido                                      | Votos     | %               | +/-     | Deputados | +/-     |
| ----------------------- | -------------------------------------------- | --------- | --------------- | ------- | --------- | ------- |
|                         | Partido Popular                              | 919 229   | 35,44 / 100,00  | 4,18    | 13 / 33   | 2       |
|                         | Unidos Podemos                               | 659 771   | 25,44 / 100,00  | 3,86    | 9 / 33    | Estável |
|                         | Partido Socialista Operário Espanhol         | 539 278   | 20,79 / 100,00  | 0,96    | 6 / 33    | 1       |
|                         | Cidadãos - Partido da Cidadania              | 388 127   | 14,96 / 100,00  | 0,88    | 5 / 33    | Estável |
|                         | Partido Animalista contra o Mau Trato Animal | 32 611    | 1,26 / 100,00   | 0,33    | 0 / 33    | Estável |
|                         | Outros                                       | 39 463    | 1,52 / 100,00   |         | 0 / 33    |         |
| Votos Inválidos         | Votos Inválidos                              | 38 289    | 1,46 / 100,00   | Estável |           |         |
| Total                   | Total                                        | 2 616 768 | 100,00 / 100,00 |         | 33 / 33   | 1       |
| Eleitorado/Participação | Eleitorado/Participação                      | 3 615 833 | 72,37 / 100,00  | 2,42    |           |         |

### Estremadura
| Partido                 | Partido                              | Votos   | %               | +/-  | Deputados | +/-     |
| ----------------------- | ------------------------------------ | ------- | --------------- | ---- | --------- | ------- |
|                         | Partido Popular                      | 245 022 | 39,90 / 100,00  | 5,11 | 5 / 10    | 1       |
|                         | Partido Socialista Operário Espanhol | 212 159 | 34,54 / 100,00  | 1,44 | 4 / 10    | 1       |
|                         | Unidos Podemos                       | 80 346  | 13,08 / 100,00  | 2,60 | 1 / 10    | Estável |
|                         | Cidadãos - Partido da Cidadania      | 64 760  | 10,54 / 100,00  | 0,84 | 0 / 10    | Estável |
|                         | Outros                               | 7 609   | 1,24 / 100,00   |      | 0 / 10    |         |
| Votos Inválidos         | Votos Inválidos                      | 12 820  | 2,06 / 100,00   | 0,08 |           |         |
| Total                   | Total                                | 620 799 | 100,00 / 100,00 |      | 10 / 10   |         |
| Eleitorado/Participação | Eleitorado/Participação              | 881 234 | 68,63 / 100,00  | 3,54 |           |         |

### Galiza
| Partido                 | Partido                                      | Votos     | %               | +/-  | Deputados | +/-     |
| ----------------------- | -------------------------------------------- | --------- | --------------- | ---- | --------- | ------- |
|                         | Partido Popular                              | 650 831   | 41,53 / 100,00  | 4,41 | 12 / 23   | 2       |
|                         | Partido Socialista Operário Espanhol         | 348 014   | 22,21 / 100,00  | 0,88 | 6 / 23    | Estável |
|                         | Unidos Podemos (Em Maré)                     | 347 542   | 22,18 / 100,00  | 2,83 | 5 / 23    | 1       |
|                         | Cidadãos - Partido da Cidadania              | 135 125   | 8,62 / 100,00   | 0,44 | 0 / 23    | 1       |
|                         | Bloco Nacionalista Galego                    | 45 252    | 2,89 / 100,00   | 1,43 | 0 / 23    | Estável |
|                         | Partido Animalista contra o Mau Trato Animal | 16 964    | 1,08 / 100,00   | 0,26 | 0 / 23    | Estável |
|                         | Outros                                       | 8 742     | 0,57 / 100,00   |      | 0 / 23    |         |
| Votos Inválidos         | Votos Inválidos                              | 35 191    | 2,23 / 100,00   | 0,19 |           |         |
| Total                   | Total                                        | 1 587 661 | 100,00 / 100,00 |      | 23 / 23   |         |
| Eleitorado/Participação | Eleitorado/Participação                      | 2 701 735 | 58,76 / 100,00  | 2,77 |           |         |

### Madrid
| Partido                 | Partido                                      | Votos     | %               | +/-  | Deputados | +/-     |
| ----------------------- | -------------------------------------------- | --------- | --------------- | ---- | --------- | ------- |
|                         | Partido Popular                              | 1 325 665 | 38,25 / 100,00  | 4,81 | 15 / 36   | 2       |
|                         | Unidos Podemos                               | 737 885   | 21,29 / 100,00  | 4,95 | 8 / 36    | 2       |
|                         | Partido Socialista Operário Espanhol         | 678 340   | 19,57 / 100,00  | 1,73 | 7 / 36    | 1       |
|                         | Cidadãos - Partido da Cidadania              | 616 503   | 17,79 / 100,00  | 1,03 | 6 / 36    | 1       |
|                         | Partido Animalista contra o Mau Trato Animal | 39 117    | 1,13 / 100,00   | 0,35 | 0 / 36    | Estável |
|                         | Outros                                       | 50 148    | 1,43 / 100,00   |      | 0 / 36    |         |
| Votos Inválidos         | Votos Inválidos                              | 41 718    | 1,20 / 100,00   | 0,04 |           |         |
| Total                   | Total                                        | 3 489 376 | 100,00 / 100,00 |      | 36 / 36   |         |
| Eleitorado/Participação | Eleitorado/Participação                      | 4 927 932 | 70,81 / 100,00  | 3,31 |           |         |

### Melilha
| Partido                 | Partido                                      | Votos  | %               | +/-  | Deputados | +/-     |
| ----------------------- | -------------------------------------------- | ------ | --------------- | ---- | --------- | ------- |
|                         | Partido Popular                              | 13 522 | 49,86 / 100,00  | 5,95 | 1 / 1     | Estável |
|                         | Partido Socialista Operário Espanhol         | 6 805  | 25,09 / 100,00  | 0,50 | 0 / 1     | Estável |
|                         | Cidadãos - Partido da Cidadania              | 3 352  | 12,36 / 100,00  | 3,19 | 0 / 1     | Estável |
|                         | Unidos Podemos                               | 2 667  | 9,83 / 100,00   | 2,92 | 0 / 1     | Estável |
|                         | Partido Animalista contra o Mau Trato Animal | 317    | 1,17 / 100,00   | 0,05 | 0 / 1     | Estável |
|                         | Outros                                       | 190    | 0,70 / 100,00   |      | 0 / 1     |         |
| Votos Inválidos         | Votos Inválidos                              | 630    | 2,31 / 100,00   | 0,03 |           |         |
| Total                   | Total                                        | 27 483 | 100,00 / 100,00 |      | 1 / 1     |         |
| Eleitorado/Participação | Eleitorado/Participação                      | 57 795 | 47,55 / 100,00  | 1,80 |           |         |

### Múrcia
| Partido                 | Partido                                      | Votos     | %               | +/-  | Deputados | +/-     |
| ----------------------- | -------------------------------------------- | --------- | --------------- | ---- | --------- | ------- |
|                         | Partido Popular                              | 333 109   | 46,68 / 100,00  | 6,28 | 5 / 10    | Estável |
|                         | Partido Socialista Operário Espanhol         | 144 937   | 20,31 / 100,00  | 0,01 | 2 / 10    | Estável |
|                         | Cidadãos - Partido da Cidadania              | 111 961   | 15,69 / 100,00  | 1,98 | 2 / 10    | Estável |
|                         | Unidos Podemos                               | 103 522   | 14,51 / 100,00  | 3,82 | 1 / 10    | Estável |
|                         | Partido Animalista contra o Mau Trato Animal | 8 209     | 1,15 / 100,00   | 0,24 | 0 / 10    | Estável |
|                         | Outros                                       | 8 141     | 1,14 / 100,00   |      | 0 / 10    |         |
| Votos Inválidos         | Votos Inválidos                              | 9 657     | 1,35 / 100,00   | 0,14 |           |         |
| Total                   | Total                                        | 719 536   | 100,00 / 100,00 |      | 10 / 10   |         |
| Eleitorado/Participação | Eleitorado/Participação                      | 1 034 075 | 69,58 / 100,00  | 1,56 |           |         |

### Navarra
| Partido                 | Partido                               | Votos   | %               | +/-  | Deputados | +/-     |
| ----------------------- | ------------------------------------- | ------- | --------------- | ---- | --------- | ------- |
|                         | Partido Popular-União do Povo Navarro | 106 976 | 31,90 / 100,00  | 2,96 | 2 / 5     | Estável |
|                         | Unidos Podemos                        | 94 972  | 28,32 / 100,00  | 1,23 | 2 / 5     | Estável |
|                         | Partido Socialista Operário Espanhol  | 58 173  | 17,35 / 100,00  | 1,83 | 1 / 5     | Estável |
|                         | Euskal Herria Bildu                   | 31 374  | 9,36 / 100,00   | 0,53 | 0 / 5     | Estável |
|                         | Cidadãos - Partido da Cidadania       | 20 505  | 6,11 / 100,00   | 0,96 | 0 / 5     | Estável |
|                         | Geroa Bai                             | 14 343  | 4,28 / 100,00   | 4,39 | 0 / 5     | Estável |
|                         | Outros                                | 5 524   | 1,64 / 100,00   |      | 0 / 5     |         |
| Votos Inválidos         | Votos Inválidos                       | 6 853   | 2,03 / 100,00   | 0,11 |           |         |
| Total                   | Total                                 | 338 720 | 100,00 / 100,00 |      | 5 / 5     |         |
| Eleitorado/Participação | Eleitorado/Participação               | 502 530 | 67,40 / 100,00  | 3,53 |           |         |

### País Basco
| Partido                 | Partido                                           | Votos     | %               | +/-  | Deputados | +/-     |
| ----------------------- | ------------------------------------------------- | --------- | --------------- | ---- | --------- | ------- |
|                         | Unidos Podemos                                    | 335 740   | 29,08 / 100,00  | 0,16 | 6 / 18    | 1       |
|                         | Partido Nacionalista Basco                        | 287 014   | 24,86 / 100,00  | 0,14 | 5 / 18    | 1       |
|                         | Partido Socialista do País Basco - Esquerda Basca | 164 255   | 14,23 / 100,00  | 0,98 | 3 / 18    | Estável |
|                         | Euskal Herria Bildu                               | 153 339   | 13,28 / 100,00  | 1,78 | 2 / 18    | Estável |
|                         | Partido Popular                                   | 148 553   | 12,87 / 100,00  | 1,25 | 2 / 18    | Estável |
|                         | Cidadãos - Partido da Cidadania                   | 40 740    | 3,53 / 100,00   | 0,58 | 0 / 18    | Estável |
|                         | Outros                                            | 17 015    | 1,48 / 100,00   |      | 0 / 18    |         |
| Votos Inválidos         | Votos Inválidos                                   | 15 583    | 1,35 / 100,00   | 0,05 |           |         |
| Total                   | Total                                             | 1 162 239 | 100,00 / 100,00 |      | 18 / 18   |         |
| Eleitorado/Participação | Eleitorado/Participação                           | 1 783 365 | 65,17 / 100,00  | 4,00 |           |         |

### La Rioja
| Partido                 | Partido                              | Votos   | %               | +/-  | Deputados | +/-     |
| ----------------------- | ------------------------------------ | ------- | --------------- | ---- | --------- | ------- |
|                         | Partido Popular                      | 73 708  | 42,61 / 100,00  | 4,27 | 2 / 4     | Estável |
|                         | Partido Socialista Operário Espanhol | 42 010  | 24,29 / 100,00  | 0,60 | 1 / 4     | Estável |
|                         | Unidos Podemos                       | 28 772  | 16,63 / 100,00  | 3,40 | 1 / 4     | Estável |
|                         | Cidadãos - Partido da Cidadania      | 24 180  | 13,98 / 100,00  | 1,15 | 0 / 4     | Estável |
|                         | Outros                               | 3 087   | 1,79 / 100,00   |      | 0 / 4     |         |
| Votos inválidos         | Votos inválidos                      | 3 156   | 1,81 / 100,00   | 0,21 |           |         |
| Total                   | Total                                | 174 913 | 100,00 / 100,00 |      | 5 / 5     |         |
| Eleitorado/participação | Eleitorado/participação              | 247 760 | 70,62 / 100,00  | 1,81 |           |         |